# الألعاب الأولمبية الشتوية 1972
أقيمت الألعاب الأولمبية الشتوية لسنة 1972 في مدينة سابورو اليابانية.
1. 1 2  "Sapporo 1972" (بالإنجليزية). International Olympic Committee. Retrieved 2019-11-20.